# Antonio Bermúdez Cañete
Antonio Bermúdez Cañete (Baena, 23 de abril de 1898 - Madrid, 21 de agosto de 1936) fue un economista, periodista y político español. Diputado de la CEDA, fue víctima de la represión desatada en la zona republicana en las primeras semanas de la Guerra civil española.

## Biografía
Corresponsal en Alemania y Francia y enviado especial al conflicto de Abisinia. Conoció directamente la llegada al poder del nazismo alemán. Analizó profundamente la economía española tras estudiar con algunos de los más conspicuos expertos de la época en Alemania, Austria o Reino Unido. 
Sus teorías económicas no pasaron inadvertidas para los que se adentraron y se adentran en su estudio. Su inquietud intelectual le llevó a trasladar su visión de la realidad al rotativo madrileño El Día. Organizó, en 1918, la celebración del centenario del nacimiento de Amador de los Ríos en Baena, donde fundó y dirigió el periódico local Trabajo en 1921. Trabajó hasta 1926 en la Universidad de Múnich y preparó un estudio histórico sobre el nacimiento del capitalismo en España.
Colaboró en Revista Nacional de Economía, Revista de Occidente y otras ediciones científicas. Su gran sueño de obtener una cátedra nunca lo alcanzó (sí obtuvo el doctorado en Economía). Esa frustración, sin embargo, lo encaminó hacía el periodismo y, de 1926 a 1936, escribió cientos de artículos en los que abordaba los temas económicos con gran nivel.
Fue uno de los firmantes del manifiesto de “La Conquista del Estado” en 1931 y perteneció al grupo político de significación fascista que se aglutinó en torno al semanario de ese título, germen de las posteriores Juntas de Ofensiva Nacional Sindicalista (JONS). Pero, miembro de la Asociación Católica de Propagandistas, acabó por afiliarse a Acción Popular y colaborar con Acción Española.
En octubre de 1932 llegó a Berlín como corresponsal de El Debate y en enero de 1935 fue expulsado de Alemania acusado de calumniar al régimen nazi.
Diputado de la CEDA por Madrid en las elecciones de febrero de 1936, al iniciarse la guerra civil fue apresado; puesto en libertad, de nuevo fue capturado y asesinado el 21 de agosto de 1936 en la puerta de la checa ubicada en el Círculo de Bellas Artes de Madrid.